# Naissance en 1027
Naissance
- 1023
- 1024
- 1025
- 1026
- 1027
- 1028
- 1029
- 1030
- 1031

Cette page dresse une liste de personnalités nées au cours de l'année 1027 :
- 19 janvier : Shōshi, également connue sous le nom Nijō-in, impératrice consort du Japon.

- Albert III de Namur, comte de Namur, et de Regelinde de Verdun (ou de Lotharingie).
- Ernest de Babenberg, quatrième margrave d'Autriche.
- Fayun Faxiu (en), moine bouddhiste chinois.
- Guillaume le Conquérant[1], également appelé Guillaume le Bâtard, Guillaume II de Normandie et enfin Guillaume Ier d’Angleterre, roi d'Angleterre.
- Havoise de Bretagne, duchesse de Bretagne, comtesse de Cornouaille.
- Richilde de Hainaut, comtesse de Hainaut et de Flandre.
- Sviatoslav II, dit Sviatoslav II de Kiev ou parfois Sviatoslav de Tchernigov, grand-prince de la Rus' de Kiev.
- Victor III, pape.

## Crédit d'auteurs
- Cet article est partiellement ou en totalité issu de l'article intitulé « 1027 » (voir la liste des auteurs).